# Атанас Арабаджиев
Атанас Лазаров Арабаджиев е български комунистически деец, офицер, генерал-майор.

## Биография
Роден е на 11 януари 1914 година в град Гевгели. Родителите му се преселват в Станимака през 1923 г. От 1929 година става член на Българския комунистически младежки съюз, а от 1935 и на Българската комунистическа партия. През 1932 г. завършва основно образование и започва да работи като архивар при чичо си, който е адвокат. Чичо му по-късно е убит като протогеровист. След това става тютюноработник. От 1936 до 1938 г. е на наборна военна служба и се уволнява като подофицер. Между 1938 и 1940 е член на Районния комитет на БКП за Асеновград. Участва няколко пъти в неуспешни опити да се освободят комунисти от лагера „Гонда вода“. След това поради минаване в нелегалност на част от ОК на БКП той става секретар на ОК на БКП в Асеновград. През август 1943 г. става партизанин, а от 1944 г. е командир на отряд „Георги Бенковски“ във Втора родопска бригада „Васил Коларов“. През юли 1944 се завръща в Асеновград и отново е секретар на ОК на БКП до 9 септември 1944 г.
От септември 1944 до октомври 1945 г. е секретар на Околийския комитет на БКП в Асеновград. По решение на ЦК на БКП е изпратен да работи в българската армия с чин майор. От 1947 до 1948 г. е на специализация в школата „Вистрел“ в СССР, а след завръщането си е началник на 4-ти граничен отряд в Елхово. Между 17 март 1950 и 17 април 1951 г. е началник на Народното военно гранично училище при МВР. През 1951 г. завършва Военната академия и е назначен за заместник-началник на Гранични войски по строевата част. От 20 ноември 1951 до 1953 г. учи в Академията на Генералния щаб на армията на СССР „Ворошилов“ или в Академията „Фрунзе“. След това до 1955 г. е заместник-началник на Управление „Гранични войски“, отговарящ за строевата част. След това е назначен за заместник-началник по политическата част и началник на политическия отдел при Управлението на войските на МВР. От 1955 г. е генерал-майор. До 1973 г. е български военен аташе в Полша.

## Образование
- Прогимназия и незавършена гимназия
- Военно училище, София (30 октомври 1945 – октомври 1946), курс за старши офицери
- школа „Вистрел“, СССР (октомври 1947 – декември 1948), курс за командир на полк
- Военна академия „Г.С.Раковски“ (15 ноември 1950 – април 1951), висш академичен курс
- Академия на Генералния щаб на армията на СССР „Климент Ворошилов“ (20 ноември 1951 – 1953)